# Dave Mason
Pour les articles homonymes, voir Mason.
David Thomas Mason, né le 10 mai 1946 à Worcester (Angleterre), est un compositeur, chanteur et guitariste britannique.
Il connaît célébrité au sein du groupe Traffic. Durant sa longue carrière, Mason a participé à de nombreuses séances d'enregistrement pour des artistes renommés, notamment Jimi Hendrix, les Rolling Stones, Eric Clapton, George Harrison, Mama Cass Elliot ainsi que Fleetwood Mac.
Sa chanson la plus connue est Feelin' Alright enregistrée par Traffic en 1968, puis reprise par de nombreux artistes dont Joe Cocker qui obtint un succès majeur avec ce titre en 1969.

## Carrière musicale
Dave Mason commence sa carrière à 15 ans au sein des Jaguars qui enregistreront deux singles en 1963 et 1965. Dave rejoint The Hellions en 1964 auxquels appartient son ami Jim Capaldi. Ils enregistreront trois singles. Il devient alors roadie pour le Spencer Davis Group où il rencontre Steve Winwood.
Avec Winwood, Capaldi et Chris Wood, Dave Mason fonde le groupe légendaire Traffic. Il le quitte après l'enregistrement du premier album Mr. Fantasy fin 1967, puis le retrouve à mi-parcours des sessions d'enregistrement du deuxième album Traffic (1968), après quoi le groupe sera dissous. La compilation Last Exit (1969) inclut la chanson de Mason Just For You. Traffic se reformera plus tard sans Mason, bien qu'il ait brièvement participé à la tournée 1971 donnant lieu à l'enregistrement de Welcome to the Canteen.
Dave Mason est un ami du guitariste de légende Jimi Hendrix dont la carrière est lancée en Angleterre en 1967. Hendrix écoute la chanson de Bob Dylan All Along the Watchtower lors d'une soirée organisée par Mason. Il décide immédiatement d'enregistrer sa propre version. Cette même nuit, il enregistre la chanson aux studios Olympic de Londres, avec Mason à la guitare acoustique 12 cordes. Ce titre figure sur l'album Electric Ladyland sorti en 1968. Quand la chanson sort en single en octobre, elle atteint la 5e place des charts anglais et le Top 40 aux États-Unis. Mason enregistrera plus tard (1974) sa propre version de la chanson sur son album Dave Mason.
Dave Mason participe à l'album Beggars Banquet des Rolling Stones en 1968 bien qu'il ne soit pas crédité. En 1969-1970, Mason tourne avec Delaney & Bonnie & Friends en compagnie d'Eric Clapton et de George Harrison, puis il joue sur le premier album solo de ce dernier (All Things Must Pass) en 1970. Et la même année, Mason est choisi pour être le second guitariste de Derek and the Dominos, mais il quitte le groupe avant d'entrer en studio.
Après Traffic, Dave Mason poursuit une carrière solo. Son premier single Little Woman est soutenu par la présence du groupe Family dont il avait produit le premier album. Sur son premier album solo Alone Together sortit en 1970, on retrouve entre autres, Leon Russell aux claviers, Jim Keltner et Jim Gordon à la batterie. Au milieu des années 70 il tourne et enregistre avec le guitariste Jim Krueger, le clavieriste Mike Finnigan, le bassiste Gerald Johnson et le batteur Rick Jaeger. L'album Certified Live sort en 1976). En 1977, Mason obtient son plus grand succès avec We Just Disagree, composé par Jim Krueger, qui atteint la 12e place au Billboard Hot 100. Le single 1980 Save Me reste mémorable grâce à son duo avec Michael Jackson.
Durant une courte période, en 1995, Dave Mason rejoint Fleetwood Mac et participe à l'enregistrement de leur album Time.
En 2002, Dave Mason sort le DVD Live At Sunrise (Dave Mason). Il propose un enregistrement en public au Sunrise Theater dans le sud-ouest de la Floride, secondé par Bobby Scumaci aux claviers, John Sambataro à la guitare rythmique, Richard Campbell à la basse et Greg Babcock à la batterie.
Aujourd'hui, Dave Mason vit dans la Ojai Valley en Californie. Depuis 2005 il se produit près de cent fois par an avec le Dave Mason Band au travers des États-Unis et du Canada.

## Discographie

### Avec Traffic
- 1967 Mr. Fantasy
- 1968 Traffic
- 1969 Last Exit
- 1971 Welcome to the Canteen

### Albums studio
- Alone Together (1970)
- Dave Mason & Cass Elliot (1971)
- Headkeeper (1972)
- It's Like You Never Left (1972)
- Dave Mason (1974)
- Split Coconut (1975)
- Let It Flow (1977)
- Mariposa De Oro (1978)
- Old Crest On A New Wave (1980)
- Two Hearts (1987)
- Some Assembly Required (1987)
- 26 letters - 12 notes (2008)
- Future's Past (2014)

### Albums live
- Dave Mason Is Alive! (1972)
- Certified Life (1976)
- 40,000 Headman Tour [Live] (avec Jim Capaldi) (1998)
- Live At Perkins Palace (2002) enregistré en 1981
- Live At Sunrise (2002)

### Singles
- Little Woman (1968)
- Only You Know and I Know (1970)
- Satin Red and Black Velvet Woman (1970)
- So High (Rock Me Baby and Roll Me Away) (1977)
- We Just Disagree (1977)
- Let It Go, Let It Flow (1978)
- Will You Still Love Me Tomorrow? (1978)
- Save Me (1980)
- Dreams I Dream (duo avec Phoebe Snow) (1988)

### Compilations
- Best Of Dave Mason (1974)
- The Very Best Of Dave Mason (1978)
- Long Lost Friend (1995)
- Ultimate Collection (1999)

### Collaborations
- 1968 Electric Ladyland - Jimi Hendrix
- 1968 Beggars Banquet - Rolling Stones
- 1969 Lily the Pink - The Scaffold
- 1970 All Things Must Pass - George Harrison
- 1970 On Tour with Eric Clapton - Delaney and Bonnie
- 1971 Motel Shot - Delaney and Bonnie
- 1971 Songs for Beginners - Graham Nash
- 1972 Graham Nash David Crosby - David Crosby & Graham Nash
- 1972 Oh How We Danced - Jim Capaldi
- 1974 Wild Tales - Graham Nash
- 1974 Phoebe Snow - Phoebe Snow
- 1975 Venus and Mars - Paul McCartney
- 1976 You Can't Argue with a Sick Mind - Joe Walsh
- 1978 Thoroughfare Gap - Stephen Stills
- 1979 Gimme Some Neck - Ron Wood
- 1979 Skatetown, U.S.A. (musique de film)
- 1983 Airborne - Don Felder
- 1995 Time - Fleetwood Mac